# غريغوري هوارد وودز
غريغوري هوارد وودز (بالإنجليزية: Gregory Howard Woods)‏ هو قاضي ومحامي أمريكي، ولد في 1 أبريل 1969 في لويس في الولايات المتحدة.